# أوني

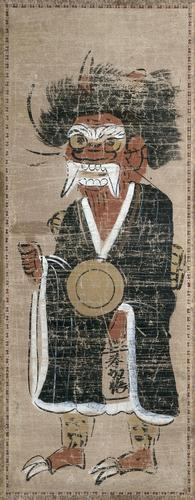
لوحة تصور الأوني يلبس ملابس الحج.

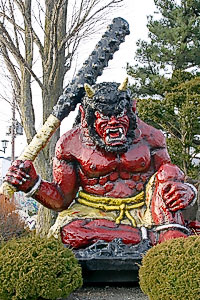
صورة أوني يحمل الصولجان الذهبي.

أوني (باليابانية: 鬼) هي مخلوقات من الفلكلور الياباني، وتعني شيطان أو روح شريرة، أو غول. وتوجد العديد من الأعمال في الفن، المسرح، والأدب الياباني عن هذه الشخصية الأسطورية.
تختلف تصاوير الأوني بشكل كبير ولكنه بشكل عام يصور على أنه مخلوق بشع ضخم، ذو مخالب حادة، وشعر أشعث، وقرنان طويلان يظهرن من رأسه. أما باقي الأجزاء فهي على شكل إنسان معدل بإضافة أصابع أو أعين أو أعضاء زائدة.
غالباً مايصور وهو يلبس لباساً مصنوعاً من جلد النمر، ويحمل عصا حديدية تسمى كانابو (باليابانية: 金棒) وتعني الصولجان الذهبي.

## أصله
يعتقد أن كلمة أوني جائت من قرائة حرف الكانجي (隠) والتي تعني «مخبأ»، حيث أن الأوني قديماً كان على شكل أرواح مخبأة أو إله الذي كان يسبب الكوارث والأمور التعيسة غير السارة. أما الحرف المستخدم حالياً (鬼) فيعني «شبح».

## تقاليد
تقيم بعض القرى مهرجاناً سنوياً لطرد أوني، وخاصة عند بداية فصل الربيع. أثناء مهرجان سيتسوبون يرمي الناس حبات فول الصويا خارج منازلهم ويقولون «أوني وا سوتو!، فوكو وا أوتشي!» (باليابانية: 鬼は外！福は内！) وتعني (لتخرج الشياطين وليدخل الحظ السعيد).